# Ekvádorská fotbalová reprezentace
Ekvádorská fotbalová reprezentace reprezentuje Ekvádor na mezinárodních fotbalových akcích, jako je mistrovství světa nebo Copa América.

## Mistrovství světa
Seznam zápasů ekvádorské fotbalové reprezentace na MS
| Rok    | Účast                                           | Soupisky |
| ------ | ----------------------------------------------- | -------- |
| 1930   | Bez účasti                                      |          |
| 1934   | Bez účasti                                      |          |
| 1938   | Bez účasti                                      |          |
| 1950   | Odhlášeni                                       |          |
| 1954   | Bez účasti                                      |          |
| 1958   | Bez účasti                                      |          |
| 1962   | Nepostoupili z kvalifikace                      |          |
| 1966   | Nepostoupili z kvalifikace                      |          |
| 1970   | Nepostoupili z kvalifikace                      |          |
| 1974   | Nepostoupili z kvalifikace                      |          |
| 1978   | Nepostoupili z kvalifikace                      |          |
| 1982   | Nepostoupili z kvalifikace                      |          |
| 1986   | Nepostoupili z kvalifikace                      |          |
| 1990   | Nepostoupili z kvalifikace                      |          |
| 1994   | Nepostoupili z kvalifikace                      |          |
| 1998   | Nepostoupili z kvalifikace                      |          |
| 2002   | nepostoupili ze skupiny                         | Soupiska |
| 2006   | Vyřazeni v osmifinále Anglií                    | Soupiska |
| 2010   | Nepostoupili z kvalifikace                      |          |
| 2014   | nepostoupili ze skupiny                         | Soupiska |
| 2018   | Nepostoupili z kvalifikace                      |          |
| 2022   | nepostoupili ze skupiny                         | Soupiska |
| 2026   | Kvalifikováni                                   | Soupiska |
| Celkem | Účast – 4× Zlato – 0×, Stříbro – 0×, Bronz – 0× |          |

## Vyřazené číslo dresu
Po náhlém skonu Christiana Beníteze rozhodla Ekvádorská fotbalová federace o trvalém vyřazení dresu s číslem 11, který v reprezentaci nosil. Avšak podle předpisu FIFA, na mistrovství světa ve fotbale, které proběhlo v roce 2014, Ekvádor musel 
dres číslo 11 znovu zařadit.